# Soroka, Burîn
Soroka (în ucraineană Сорока) este un sat în comuna Voznesenka din raionul Burîn, regiunea Sumî, Ucraina.

## Demografie
Componența lingvistică a localității Soroka
     Ucraineană (98,63%)
     Rusă (1,37%)
Conform recensământului din 2001, majoritatea populației localității Soroka era vorbitoare de ucraineană (98,63%), existând în minoritate și vorbitori de rusă (1,37%).